# Жабояди
Жабояди (пол. Żabojady, нім. Schabojeden) — село в Польщі, у гміні Дубенінки Ґолдапського повіту Вармінсько-Мазурського воєводства.
Населення — 37 осіб (2011).
У 1975-1998 роках село належало до Сувальського воєводства.

## Демографія
Демографічна структура станом на 31 березня 2011 року:
|          | Загалом | Допрацездатний вік | Працездатний вік | Постпрацездатний вік |
| -------- | ------- | ------------------ | ---------------- | -------------------- |
| Чоловіки | 19      | 7                  | 6                | 6                    |
| Жінки    | 18      | 2                  | 9                | 7                    |
| Разом    | 37      | 9                  | 15               | 13                   |